# أب باريك كوتشك
أب‌ باريك كوتشك (بالفارسية: آب‌باریک کوچک) هي مستوطنة تقع في قسم حبلرود الريفي (مقاطعة فيروزكوه) في إيران. يقدر عدد سكانها بـ 15 نسمة .